# Borolia ferrilinea
Borolia ferrilinea är en fjärilsart som beskrevs av John Henry Leech 1900. Borolia ferrilinea ingår i släktet Borolia och familjen nattflyn. Inga underarter finns listade i Catalogue of Life.